# Stadtsparkasse Bad Honnef
Die Stadtsparkasse Bad Honnef war eine Sparkasse in Nordrhein-Westfalen mit Sitz in Bad Honnef und Anstalt des öffentlichen Rechts. 

## Geschäftsgebiet und Träger
Das Geschäftsgebiet umfasste die Stadt Bad Honnef im Rhein-Sieg-Kreis, welche auch Trägerin der Sparkasse war.

## Geschäftszahlen
Die Stadtsparkasse Bad Honnef wies im letzten Geschäftsjahr 2018 eine Bilanzsumme von 468,61 Mio. Euro aus und verfügte über Kundeneinlagen von 397,02 Mio. Euro. Gemäß der Sparkassenrangliste 2018 lag sie nach Bilanzsumme auf Rang 364. Sie unterhielt 4 Filialen/Selbstbedienungsstandorte und beschäftigte 99 Mitarbeiter.

## Geschichte
Das Kreditinstitut nahm nach der Genehmigung des Oberpräsidenten der Rheinprovinz vom Januar 1897 seine Geschäftstätigkeit am 1. Juli 1897 unter dem Namen Die Städtische Sparkasse zu Honnef am Rhein auf. Anfangs stand der Sparkasse nur ein Geschäftsraum im damaligen Rathaus zur Verfügung. Sie gehörte von Beginn an dem Rheinisch-Westfälischen Sparkassenverband an. 1920 wurde das Grundstück Hauptstraße 34 (Ecke Weyermannallee) erworben, auf dem bis 1921 nach Plänen des Honnefer Stadtbaumeisters Josef Wolfgarten ein eigenes Verwaltungsgebäude für die Sparkasse entstand. 1929 folgte die Eröffnung einer ersten Zweigstelle im Ortsteil Rhöndorf. Ihren heutigen Namen erhielt die Sparkasse im Jahre 1960 in Folge der Umbenennung der Stadt von „Honnef“ in „Bad Honnef“. 1977 übernahm die Stadtsparkasse die bisherige Zweigstelle der Kreissparkasse in Siegburg in Aegidienberg, das im Zuge der kommunalen Neugliederung im Raum Bonn (1969) in die Stadt Bad Honnef eingegliedert worden war. Ebenfalls 1977 wurde nach Abbruch des bisherigen Verwaltungsgebäudes zwei Jahre zuvor an gleicher Stelle ein größerer Neubau für die Stadtsparkasse fertiggestellt.
Am 1. August 2019 fusionierte die Stadtsparkasse Bad Honnef rückwirkend zum 1. Januar 2019 mit der Kreissparkasse Köln.